# Parg (cantante)
Pargev Vardanian, conocido profesionalmente como Parg (armenio: ՊԱՐԳ; Geghark'unik', Hayravank, 7 de junio de 1996), es un cantautor armenio radicado en Ereván, Armenia.

## Vida y carrera
Parg nació en Hayravank (Geghargunik, Armenia) de padres armenios. Su primera incursión en la música fue el hecho de participar en el coro de una iglesia local hasta los seis años. Parg y su familia se mudaron posteriormente a Volgogrado, Rusia, cuando aún era joven, donde asistió al Instituto Estatal de Teatro y Cine de Volgogrado y se graduó con un título en Artes Teatrales y Actuación, donde también cofundó una banda llamada The Edge Chronicles. Entre 2017 y 2019, la banda realizó giras por lugares locales en Armenia, Rusia, Georgia y Ucrania.
En 2021, el artista lanzó su sencillo debut, "Ginin U Grely" (Vino y Escritura, en armenio: Գինին ու Գրելը).
Parg regresó a Armenia en 2022. En junio de ese año, Parg abrió el concierto de Zaz en el Festival HAYA en Ereván. Desde entonces, ha versionado canciones de artistas como Rosa Linn y ha colaborado con Brunette.
Está nominado a un premio de vídeo musical armenio 2024 por su canción "Araj". Su último sencillo, "Kanchum Em", recibió elogios de la crítica.
En 2025, Parg compitió en Depi Evratesil con la canción "Survivor", compuesta por Thomas G:son (compositor de las canciones ganadoras de Eurovisión "Tattoo" y "Euphoria" de Loreen) y Benjamin Alasu (compositor de la canción ganadora de Eurovisión "The Code" de Nemo). El 16 de febrero ganó el concurso y consiguió el derecho de representar a Armenia en el Festival de la Canción de Eurovisión 2025.

## Discografía

### Sencillos
- 2020 – Sareri Hovin Mernem
- 2021 – Ginin u Grely
- 2021 – Kuzes
- 2022 – Snap (cover de Rosa Linn)
- 2022 – Snap (con J-Marin)
- 2023 – Theatre Session (Live Edition)
- 2023 – Araj
- 2024 – Arev es (con Brunette)
- 2024 – Qo Mot
- 2024 – Kanchum Em (de la banda sonora original de Verano del 84)
- 2025 – Survivor